# Lutrive
La Lutrive est un cours d'eau coulant dans le canton de Vaud en Suisse et se jetant dans le lac Léman.

## Hydronymie
Anciennement, la Lutrive se nommait Braillon lorsqu'elle entrait dans la commune de Lutry. Ce nom serait issu du bas-latin braca faisant référence à une digue.

## Géographie
La Lutrive prend sa source à 790 m d'altitude au lieu-dit Les Miquettes dans les bas du village de Savigny. De là, elle descend en direction du sud-ouest et entre sur le territoire de la commune de Lutry. Elle reçoit les eaux du ruisseau Les Hugonnets, puis elle est canalisée sur 160 m pour passer sous les Monts de Lutry. Elle coule ensuite sous l'autoroute A9 puis reçoit les eaux du Macherel. Elle est à nouveau canalisée sous la ligne du Plateau puis sous la ligne du Simplon. Finalement, elle finit par se jeter dans le Léman au sud du Bourg de Lutry.

## Faune
En 2012, l'inspection de la pêche du canton de Vaud relève la capture de 33 truites farios.